# Diaplochelus longipes
Diaplochelus longipes är en skalbaggsart som beskrevs av Fabricius 1787. Diaplochelus longipes ingår i släktet Diaplochelus och familjen Melolonthidae. Inga underarter finns listade i Catalogue of Life.